# Hand (adelsätt)

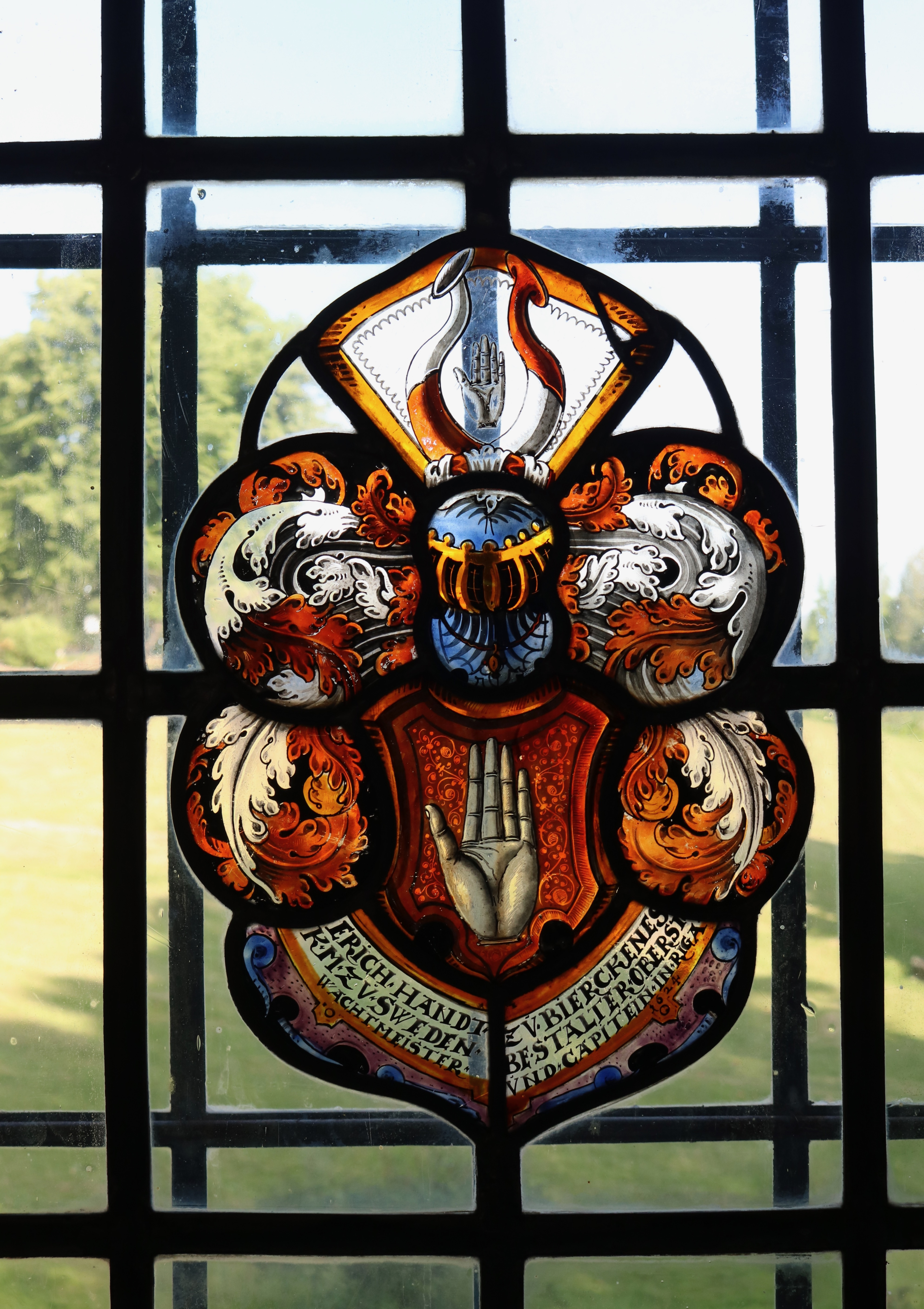
Denna glasmålning gjordes i Riga 1624 på beställning av Erik Hand, och finns i Olshammars kyrka.

Hand var en svensk adelsätt härstammande från frälsemannen Håkan Persson i Västergötland, död omkring 1530.
Hans son var hövitsmannen Knut Håkansson, som utmärkte sig i ryska kriget på 1550-talet och under Nordiska sjuårskriget och stupade i slaget vid Axtorna 20 oktober 1565.
Dennes son, fogden och häradshövdingen Håkan Knutsson (död 1595 eller 1596), var gift med Erik XIV:s utomäktenskapliga dotter Virginia Eriksdotter.
Barn:
1. Catharina Hand. Gift 1615 med landshövdingen Johan Henriksson Rytter.
2. Knut Hand. Ogift mördad i början av är 1614 vid Rugils i Ryssland.
3. Sofia Hand, levde 1634. Gift med överstelöjtnanten Baltsar von Neüman.
4. Arvid Hand. Död ogift 1621.
5. Erik Hand. Död ogift 1632-08-30 i Ingolstadt. Överste, sårades och tillfångatogs under striderna utanför Nürnberg sommaren 1632 och dog i fångenskapen.[1]
6. Johan Hand. Kapten och häradshövding.
7. Elisabet Hand, (född 1598, död 10 april 1651) var först frilla åt hertig Johan av Östergötland och gifte sig senare med överstelöjtnanten Per Joensson (död 19 mars 1664) som 1632 adlades med namnet Gyllensvärd och blev stamfar för släkten med detta namn. Deras dotter, Virginia Gyllensvärd, var gift med Johan Gustafsson Örnevinge.

En son till Knut Håkansson, Arvid Knutsson, kallade sig Drake och den släkten introducerades på Riddarhuset under namnet Drake af Hagelsrum.